# 川崎市立中野島小学校
川崎市立中野島小学校（かわさきしりつ なかのしましょうがっこう）は、神奈川県川崎市多摩区中野島にある公立小学校。略称は中小（なかしょう）。

## 概要
1960年（昭和35年）に登戸小学校から分離開校した小学校で、当校が所在する中野島のうち大字中野島と1丁目から5丁目のほか、大字和泉を学区としている。なお、多摩川の河川敷などを占める和泉地区は無住地帯のため、児童は先述した中野島地域の住民と区域外通学民で構成される。
児童数は、2023年度時点で869人（1年：162人、2年：137人、3年：136人、4年：144人、5年：159人、6年：131人）となっている。開校時302人だった児童数はその後増加してゆき、1965年度には1,000人の大台を突破し、1974年度には過去最高となる1,582人を記録した。その後は下布田小学校の開校による学区縮小や同校への移籍などにより減少し、1990年度には776人となった。その後は再び増加に転じ、1996年度から2008年度にかけては1,000人台をキープしたのち、2010年代以降はおおむね900人前後で推移している。

## 沿革
- 1960年（昭和35年）
  - 2月3日 - 校舎などの建築工事を開始[8]。
  - 4月1日 - 3年生以下302人の児童を有する学校として開校[2][8][9]。
- 1961年（昭和36年）2月25日 - 開校式典を挙行し、同日を開校記念日に制定。校章を制定[8]。
- 1962年（昭和37年）3月6日 - 校歌制定発表会を挙行[8]。
- 1964年（昭和39年）2月20日 - 校舎を増築[8]。
- 1966年（昭和41年）2月25日 - 校舎を増築[8]。
- 1967年（昭和42年）2月7日 - 体育館を落成[8]。
- 1969年（昭和44年）7月23日 - プールと付属施設を落成[8]。
- 1971年（昭和46年）2月20日 - 校舎を増築（特別教室42教室分）[8]。
- 1979年（昭和54年）4月1日 - 下布田小学校が分離開校[8]。
- 1981年（昭和56年）4月4日 - 下布田小学校へ2-4年生285人を移籍[10]。
- 1985年（昭和60年）8月31日 - 多目的教室と家庭科室を改装[8]。
- 1987年（昭和62年）9月7日 - 校庭を整備[8]。
- 1988年（昭和63年）10月6日 - 校長室・事務室・用務員室を移設[8]。旧校舎時代の空中写真（1975年1月）
国土交通省 国土地理院 地図・空中写真閲覧サービスの空中写真を基に作成
- 1996年（平成8年）

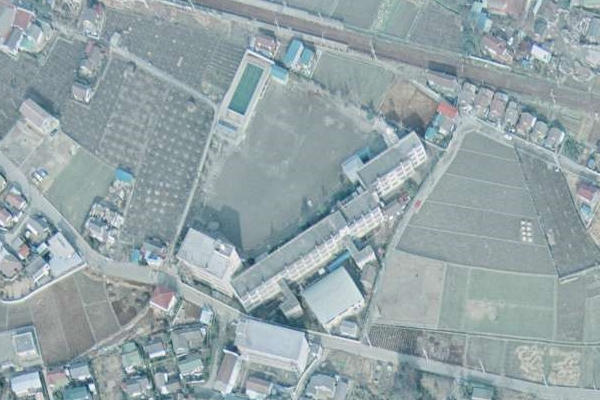
旧校舎時代の空中写真（1975年1月）

  - 2月26日 - 新校舎の建設に伴い、プールを解体[8]。
  - 8月5日 - プレハブ校舎を落成[8]。
  - 8月9日 - プレハブ校舎へ移転[8]。
- 1998年（平成10年）
  - 2月26日 - 新校舎引き渡し式を挙行[8]。
  - 3月3日 - 新校舎へ移転[8]。
  - 3月5日 - 入校式を挙行[8]。
- 2020年（令和2年）1月28日 - 特別教室棟の特別活動室・家庭科室・図書室・理科室・図工室・音楽室の一般貸出予約が、インターネットで申込可能となった（市内4例目）[11]。

## 教育目標
めざす学校像
- 楽しい学校
- やさしい学校
- 活気のある学校

出典：

## 施設概要

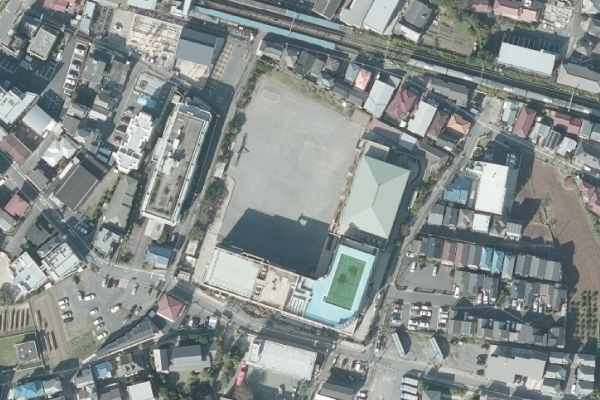
空中写真（2019年10月）

主な施設を掲載。
- 校舎 - 鉄筋コンクリート造5階建て[1]
  - 普通教室棟
  - 特別教室棟
- 体育館
- プール - 校舎屋上に設けている
- 校庭

## 学区
- 川崎市多摩区
  - 中野島1丁目 - 5丁目
  - 中野島
  - 和泉

出典：

## 進学先の中学校
公立中学校へ進学する場合
- 川崎市立中野島中学校（多摩区中野島）[12]

## アクセス
- JR東日本南武線中野島駅から、
  - ページトップにある画像の正門まで、徒歩約125m・約2分。
  - 校地南側の西門まで、徒歩約225m・約3～4分。

## 周辺
- 学校法人淺谷学園中野島幼稚園 - 進学前幼稚園のひとつ
- JR南武線中野島駅
- 観音寺
- 新多摩川ハイム
  - 周辺には「新多摩川ハイム」以外のマンション・アパートも点在。
- 川崎市中野島公民館

## 出身者
- 三好康児 - サッカー選手[13]
- 遠藤光 - サッカー選手[14]